# بانو (فیلم ۱۹۲۵)
بانو (انگلیسی: The Lady) فیلمی در ژانر درام به کارگردانی فرانک بورزیگی است که در سال ۱۹۲۵ منتشر شد. از بازیگران آن می‌توان به والاس مک دونالد، نورما تلمج، والتر لانگ، دوریس لوید و مارگارت سدن اشاره کرد.